# Santee, California
Santee là một thành phố ngoại ô ở hạt San Diego, California, với dân số 53.413 trong cuộc điều tra dân số năm 2010. Mặc dù nó là một phần của khu vực phía đông của hạt, Santee nằm cách khoảng 18 dặm (29 km) từ Thái Bình Dương.

## Địa lý
Santee, cao 345 feet (105 m) trên mực nước biển, có chung phần phía bắc của một thung lũng với thành phố El Cajon. Thành phố được chia cắt bởi sông San Diego, chảy từ đông sang tây khoảng 4,2 dặm (6,8 km) trong phạm vi thành phố. Các ngọn đồi tạo thành một rào cản tự nhiên ở phía bắc và phía tây của nó.

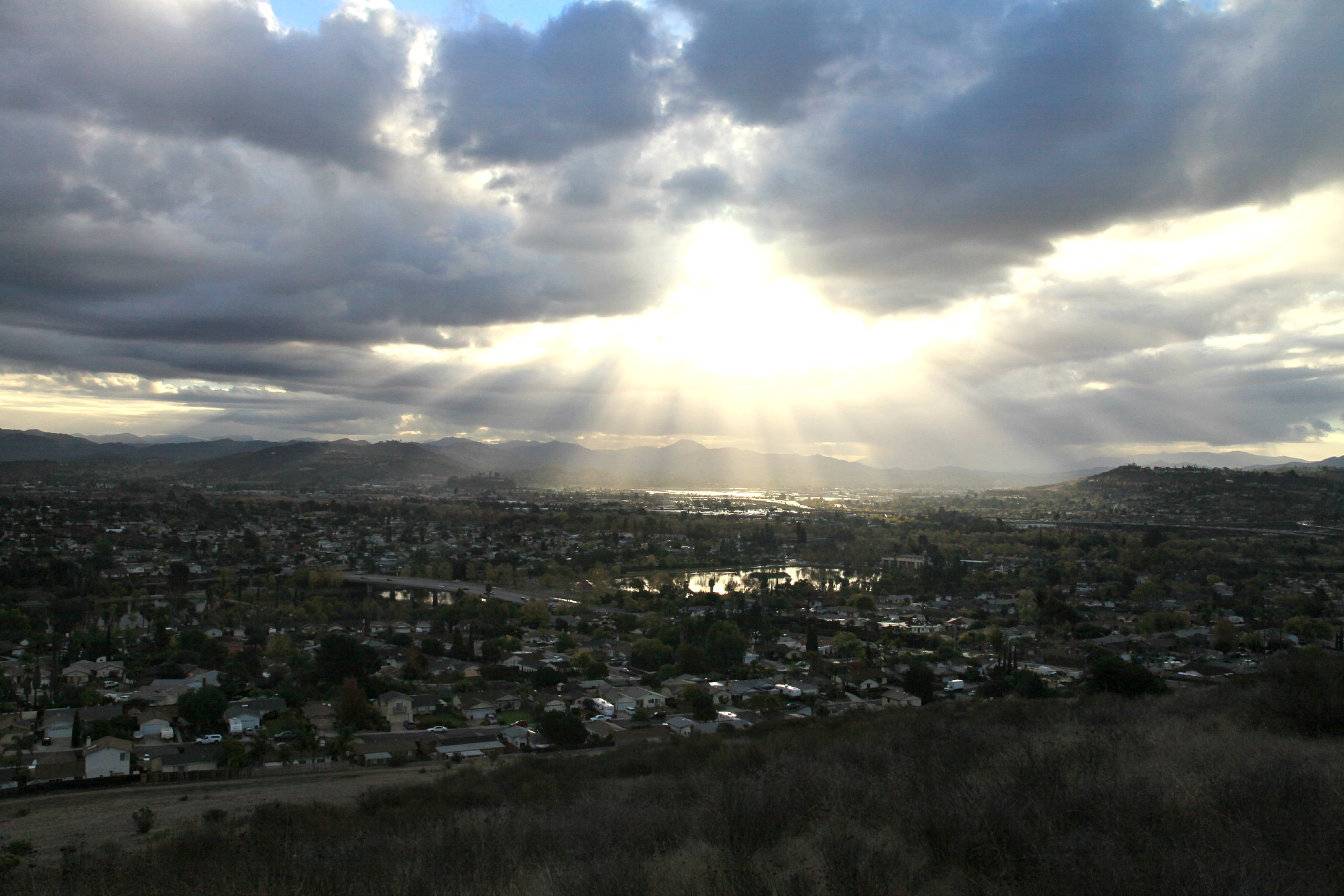

Nổi bật nhìn ra phía tây của Santee là núi Cowles. Điểm mốc tự nhiên này, là điểm cao nhất trong thành phố San Diego, cung cấp tầm nhìn bao quát khắp quận và là điểm đến đi bộ nổi tiếng.

### Khí hậu
Theo hệ thống phân loại khí hậu Köppen, Santee có khí hậu bán khô hạn, viết tắt là "BSk" trên bản đồ khí hậu.

## Dân số

### 2010
Cuộc Điều tra Dân số Hoa Kỳ năm 2010  báo cáo rằng Santee có dân số 53.413 người. Mật độ dân số là 3.231,6 người trên một dặm vuông (1.247,7 / km²). Thành phần chủng tộc của Santee là 44.083 (82,5%)người da trắng, 1,057 (2,0%) người Mỹ gốc Phi, 409 (0,8%) người Mỹ bản địa, 2.044 (3,8%) người Châu Á (1,8% người Philippines, 0,4% người Trung Quốc, 0,5% người Việt Nam, 0,3% người Nhật Bản, 0,2% người Hàn Quốc, 0,2%người Ấn Độ, 0,5% Khác), 253 (0,5%) người Thái Bình Dương, 2,677 (5,0%) từ các chủng tộc khác, và 2,890 (5,4%) từ hai hoặc nhiều chủng tộc. Tây Ban Nha hoặc La tinh của bất kỳ chủng tộc nào là 8.699 người (16,3%). Cuộc tổng điều tra báo cáo rằng 52.447 người (98,2% dân số) sống trong các hộ gia đình, 77 (0,1%) sống trong các khu nhóm không thể chế hóa, và 889 (1,7%) được thể chế hoá.
Có 19.306 hộ gia đình, trong đó 7,156 (37,1%) có con dưới 18 tuổi sống với gia đình, 10,304 (53,4%) là cặp vợ chồng kết hôn với nhau, 2.614 (13,5%) là phụ nữ đơn thân, 1,157 (6,0%) là đàn ông độc thân. 3.986 hộ gia đình (20,6%) được tạo thành từ các cá nhân và 1,534 (7,9%) có người sống một mình từ 65 tuổi trở lên. Quy mô hộ trung bình là 2,72. Có 14.075 hộ (chiếm 72,9% tổng số hộ); quy mô gia đình trung bình là 3,13.
Mật độ trải rộng với 12.710 người (23,8%) dưới 18 tuổi, 5.068 người (9,5%) tuổi từ 18 đến 24, 14.790 người (27,7%) tuổi từ 25 đến 44, 15.105 người (28,3%) tuổi từ 45 đến 64 và 5.740 người (10,7%) từ 65 tuổi trở lên. Độ tuổi trung vị là 37,2 tuổi. Cứ 100 nữ giới thì có 93,6 nam giới. Cứ 100 nữ từ 18 tuổi trở lên thì có 90,2 nam giới.
Có 20.048 đơn vị nhà ở với mật độ trung bình 1.212,9 mỗi dặm vuông (468,3 / km²).

### 2000
Theo điều tra dân số năm 2000, có 52.975 người, 18.470 hộ gia đình, và 14.1018 gia đình sống trong thành phố. Mật độ dân số là 3,298,7 người trên một dặm vuông (1.273,6 / km2). Có 18.833 đơn vị nhà ở với mật độ trung bình 1.172,7 mỗi dặm vuông (452,8 / km2). Thành phần chủng tộc của thành phố là 86,70% người da trắng, 1,48% người Mỹ gốc Phi, 0,81% người Mỹ bản xứ, 2,55% người châu Á, 0,41% người Thái Bình Dương, 4,03% từ các chủng tộc khác và 4,03% từ hai hoặc nhiều chủng tộc. Tây Ban Nha hoặc La tinh của bất kỳ chủng tộc nào là 11,36% dân số.
Có 18.470 hộ, trong đó 40,9% có trẻ em dưới 18 tuổi sống chung với gia đình, 57,7% là cặp vợ chồng chung sống với nhau, 13,0% có chủ hộ nữ không có chồng, và 24,1% không phải là gia đình. 18,2% hộ gia đình được tạo thành từ các cá nhân và 6,9% có người sống một mình 65 tuổi trở lên. Quy mô hộ trung bình là 2,81 và quy mô gia đình trung bình là 3,19.
Trong thành phố, dân số được lan ra với 28,2% dưới 18 tuổi, 8,4% từ 18 đến 24, 32,9% từ 25 đến 44, 21,6% từ 45 đến 64, và 8,9% người từ 65 tuổi trở lên. Độ tuổi trung bình là 35 tuổi. Cứ 100 nữ giới thì có 93,2 nam giới. Cứ 100 nữ từ 18 tuổi trở lên, có 89,1 nam giới.

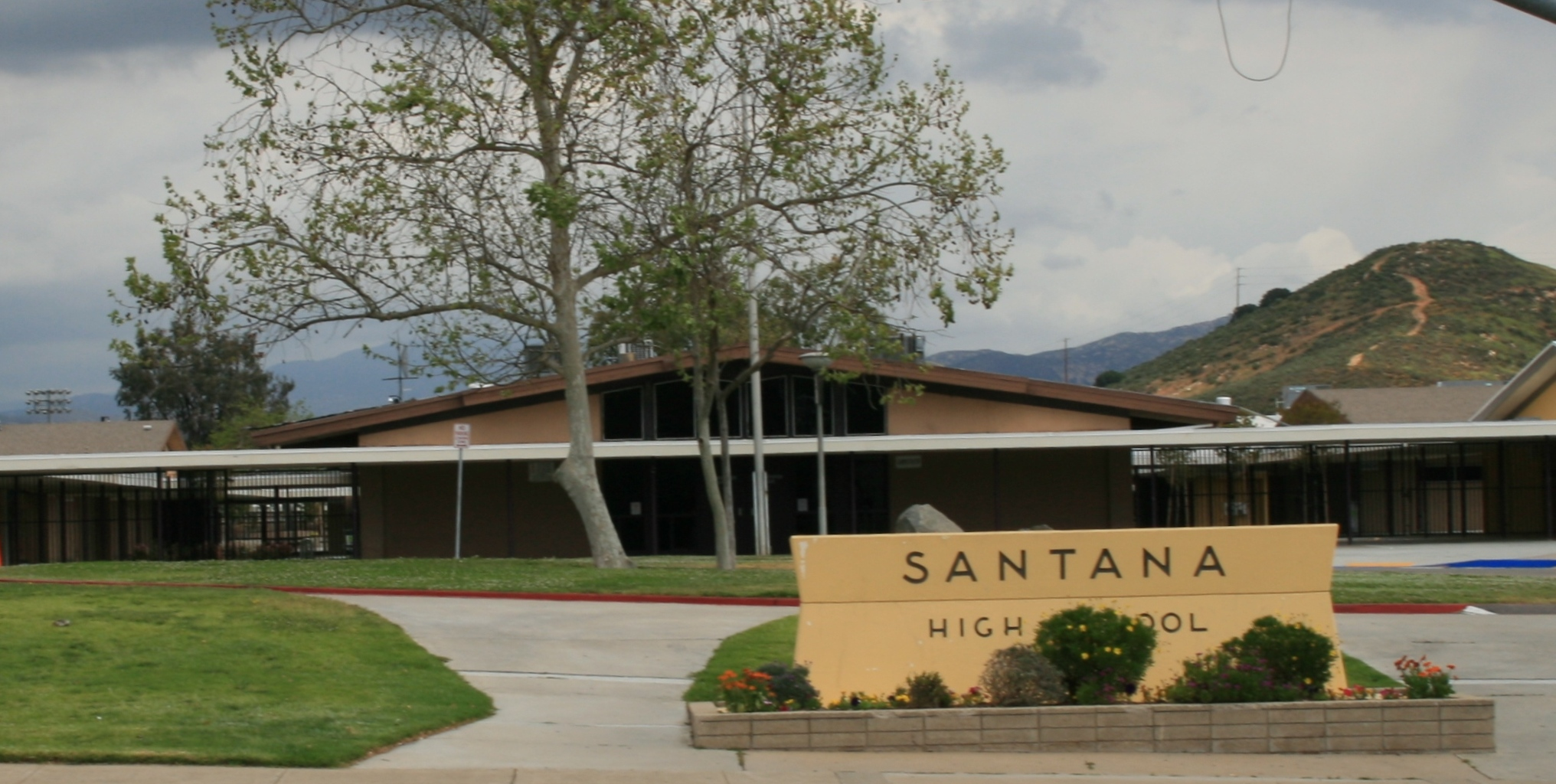
Trường cấp ba Sanata